# Marián Kuffa
Marián Kuffa (* 24. prosince 1959, Kežmarok) je slovenský římskokatolický kněz. Věnuje se lidem na okraji společnosti. Je představeným Institutu Krista Velekněze.

## Život
V dětství se věnoval karate. S přáteli také chodil opravovat věže kostelů a bavilo ho horolezectví. Vystudoval Vysokou školu zemědělskou v Nitře.
Původně neplánoval, že by se stal knězem. Když mu bylo kolem 20 let, plánovál, že se ožení a bude mít děti. Pak se však pod ním při výstupu na Gerlachovský štít utrhl kus skály – následoval dvacetimetrový pád. Záchranářům trvalo 13 hodin, než jej dopravili do nemocnice. Cítil, že mu Bůh vrátil život a tehdy v něm uzrálo předsevzetí „vrátit svůj život Bohu“ – tím, že se bude věnovat těm, kteří to nejvíc potřebují.
V roce 1994 začal působit jako římskokatolický kněz v Žakovcích. Na opravě rozbořené fary začal v nuzných podmínkách pracovat s odchovanci polepšovny a s bývalými trestanci, včetně těch, kteří si odpykali tresty za nejtěžší zločiny. „Věděl jsem, že když od těchto lidí odejdu, budu obyčejný teoretik,“ řekl Kuffa. Postupem času opravu fary dokončili a přistavěli nebo opravili další objekty.
V roce 2015 mu řád milosrdných bratří udělil Cenu Celestýna Opitze za vzor v péči o nemocné a potřebné.
| „              | Pán Bůh nás nebude soudit za to, co jsme nemohli udělat. Ale za to, co jsme mohli, a neudělali jsme. | “ |
| — Marián Kuffa | |   |

## Ve filmu
O Mariánu Kuffovi a jeho životě vzniklo vícero filmových dokumentů. Uprostřed romské komunity natočil slovenský režisér Ladislav Kaboš dokumentární film Všechny moje děti (Všetky moje deti).
Dalším je film Jany Ševčíkové Opři žebřík o nebe (2014).
Kde končí nádej, začína peklo (Slovensko, 2003, 27 min) – natočil slovenský režisér Ladislav Kaboš;
Podnikateľ s dušami (Slovensko, 2005, 26 min) – z produkcie LUX communication; z kolekce „Moja misia I.“;
Marian Kuffa zo Žakoviec (Slovensko, 2010, 16 min) – bakalářský dokumentární film – Akadémia umení, Fakulta dramatických umení v Banskej Bystrici a Matúš Ondrušek;
Bol som bezdomovcom (Príbehy písané životom 3) – štúdio Nádej;

## Dílo
- KUFFA, Marian: Kazateľnica život, Kumran.sk, Stará Ľubovňa, 2015